# Forbundet Kultur Og Information
Forbundet Kultur Og Information (tidligere Bibliotekarforbundet, navnet ændret i foråret 2020) – forbundet for bibliotekarer, informationsspecialister og kulturformidlere – var en fagforening for bibliotekarer, cand.scient.bibl.er og cand.mag.er i kultur og formidling.  Forbundet var medlem af Akademikerne. Forbundet havde omkring 4.900 medlemmer i september 2010. I foråret 2023 var der omkring 3.600 medlemmer.
Forbundet blev grundlagt i 1923 og var frem til 1969 kollektivt medlem af Danmarks Biblioteksforening. Blandt mærkesagerne er, at bibliotekerne skal styrkes og udvikles som rum for formidling af informationer og kultur.
Forbundet udgav Bibliotekarforbundets fagmagasin Perspektiv 11 gange årligt, og hvert andet år uddeles en pris opkaldt efter biblioteksdirektør Thomas Døssing.
Forbundets medlemmer valgte i foråret 2023 at godkende en fusion med Dansk Magisterforening. Forbundet Kultur og Information ophørte med at eksistere den 1. november 2023.